# Ми — Снага народа
Ми — Снага народа (скраћено МИ—СН) је политички покрет у Србији. Вођа покрета је Бранимир Несторовић, пулмолог и публициста. Покрет има 6 посланика у Народној скупштини Републике Србије.

## Историја

### Оснивање
Покрет Ми — Снага народа настао је након што је фракција на челу са Бранимиром Несторовићем напустио покрет Ми — Глас из народа. Главни разлози напуштања су одбијање од стране колективног руководства покрета да прогласи Бранимира Несторовића председником и сукоб између двојица оснивача Драгана Станојевића и Александра Павића на скупу у Панчеву. Првобитно име новог покрета било је Прави Ми — Глас из народа.

## Резултати на изборима

### Избори за одборнике Скупштине града Београда
| Година | Вођа                | Гласови | % од важећих | #  | Мандати  | Промена | Статус    |
| ------ | ------------------- | ------- | ------------ | -- | -------- | ------- | --------- |
| 2024   | Бранимир Несторовић | 59.805  | 8,31%        | 4. | 10 / 110 | 10      | опозиција |